# Eodorcadion carinatum involvens
Eodorcadion carinatum involvens es una subespecie de escarabajo longicornio del género Eodorcadion, categorizada en la tribu Dorcadionini, de la subfamilia Lamiinae. Fue descrita por Fischer-Waldheim en 1823.

## Descripción
Mide 9-18,5 mm de longitud.

## Distribución
Se distribuye por China, Mongolia y Rusia.